# Министерство энергетики Грузии
Министерство энергетики Грузии отвечает за регулирование деятельности в энергетическом секторе Республики Грузия. Министерство возглавляет Илья Элошвили.

## Структура
Министерство возглавляет министр энергетики, который назначается президентом Грузии. Пять заместителей министра подчиняются непосредственно министру. Основными функциями Министерства являются растущие возможности для максимального использования имеющихся ресурсов энергии в стране и диверсификации поставок энергоносителей, импортируемых из других стран, совершенствование и модернизация электроснабжения путём усиления гидроэнергетического потенциала Грузии; реконструкции существующих и строительство новых энергоблоков станций и транспортной инфраструктуры природного газа, развитие альтернативных источников энергии, улучшение инфраструктуры для принятия страны надежным транзитным пунктом для региональных энергетических проектов и т. д.
Благодаря усовершенствованиям, в последние годы Грузия стала главным экспортером электроэнергии в регионе, экспортируя 1300 млн кВт · ч в 2010 году. Гидроэлектростанции Грузии производят 80-85% электроэнергии, расходуемой в пределах страны, оставшиеся 15-20% производится тепловыми электростанциями. По словам властей, до сих пор Грузия эксплуатировала только 18% ресурсного потенциала гидроэнергетики.